# El Corte Inglés
Pour les articles homonymes, voir Corte (homonymie) et Inglés.
El Corte Inglés est une grande entreprise commerciale espagnole, qui détient la plus importante chaîne de grands magasins d'Europe quant au chiffre d'affaires, occupant le quatrième rang au niveau mondial. 

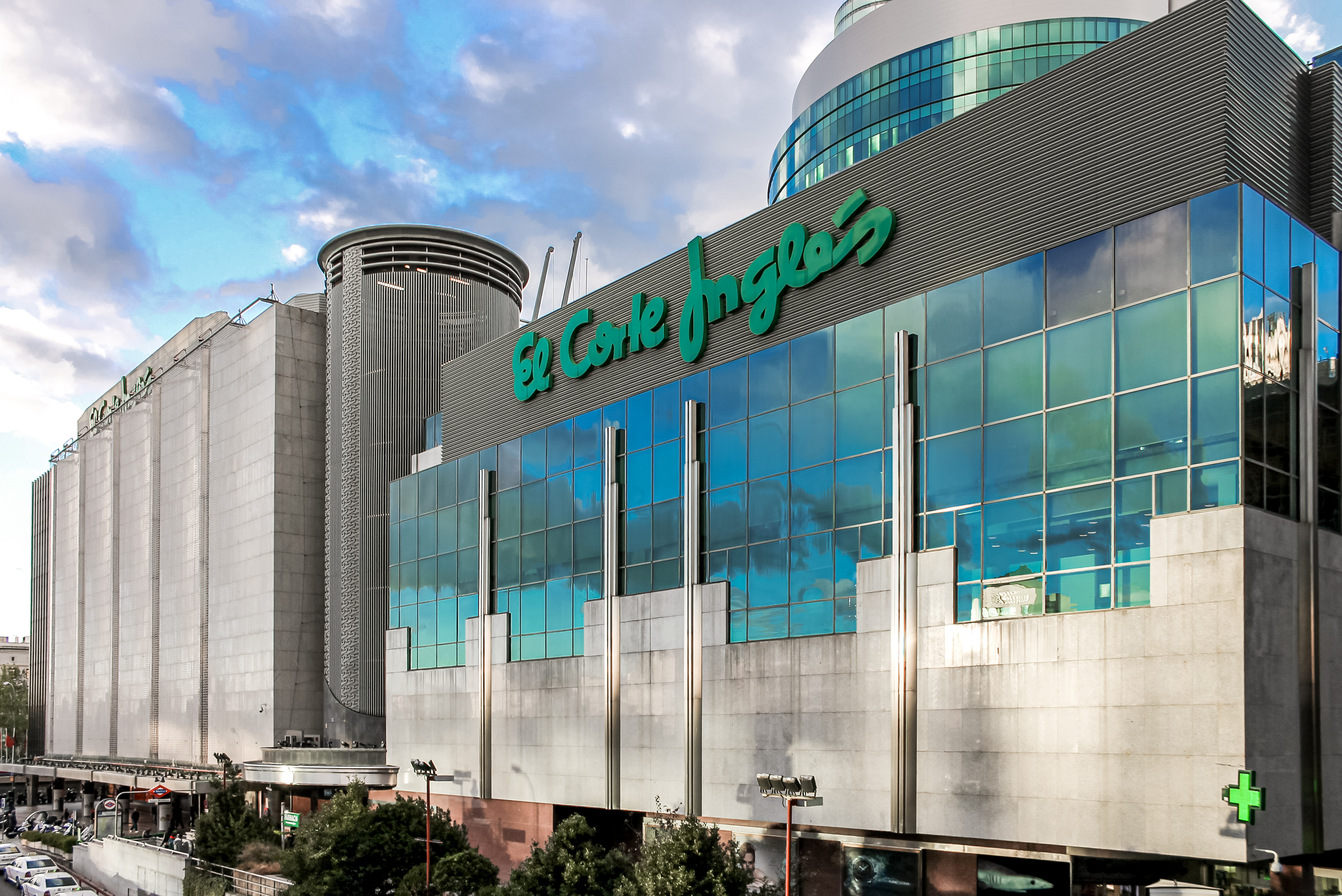
Bâtiment El Corte Inglés de Castellana à Madrid

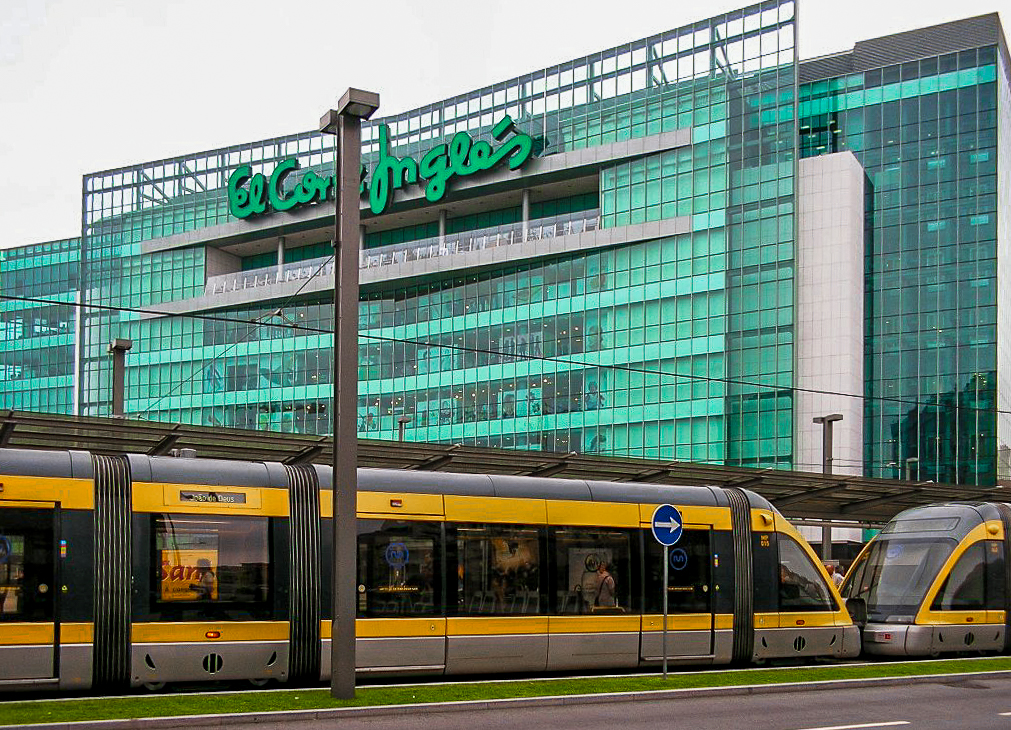
El Corte Inglés de Porto au Portugal

Fondée en 1935 par un tailleur, Ramón Areces Rodríguez, elles est aujourd'hui présente principalement en Espagne et à un moindre degré au Portugal. Elle est membre de l'Association Internationale des Grands Magasins depuis 1998,,,.
El Corte Inglés  signifie « La découpe anglaise », formule qui désigne un style de confection et qui était le nom de la boutique originelle du fondateur.

## Présentation
El Corte Inglés possède des enseignes dans la majorité des grandes et moyennes villes espagnoles, Madrid, Barcelone, Valence, Séville, Bilbao, Saragosse, Murcie, Elche, Grenade, Carthagène, Malaga, Marbella, Pampelune, Valladolid, La Corogne, Badajoz, Burgos, Alicante, Salamanque, Cordoue, Léon, Santander, Albacete, Santa Cruz de Tenerife, etc.
Au Portugal, El Corte Inglés est présent à Lisbonne et à Porto.
El Corte Inglés présente une offre de produits et de services d'une qualité moyenne-haute avec un prix de vente réputé supérieur à la moyenne de ses concurrents. Les enseignes se situent en centre-ville et occupent des grands bâtiments qui incluent des parkings souterrains. Son offre commerciale est complétée par d'autres services tels que des salons de coiffure, des agences de voyages, d'assurances ou des conseils immobiliers.
El Corte Inglés est très populaire en Espagne,,. Une des raisons du succès d’El Corte Inglés est sa garantie « satisfait ou remboursé », la chaîne étant la première à pratiquer cette politique commerciale en Espagne. Une deuxième raison de ce succès est sans doute son offre de produits très diversifiée : de la nourriture à des voitures, en passant par les vêtements de marque et l'électronique.
Le groupe compte plus de 100 000 employés dans le monde entier, répartis dans tous les magasins, dans les bureaux centraux à Madrid, mais aussi à Hong Kong, Shanghai, New Delhi, Bangkok, Istanbul, Francfort, Paris, Milan et New York.

## Histoire

### De la fondation à la mort du fondateur (1935-1989)
- 1935 : fondation par Ramón Areces Rodríguez, tailleur installé à Madrid (rue Preciados)
- 1989 : mort du fondateur et reprise du fonds de commerce par son neveu Isidoro Àlvarez

### Depuis 1989
- 1995 : acquisition de la deuxième chaîne du secteur, Galerías Preciados
- 2001 : Entrée sur le marché portugais (Lisbonne, Portugal)
- 2003 : Ouverture à Vila Nova de Gaia (Porto, Portugal)
- 2006 : Annonce de l'implantation de la chaîne en Italie, projet abandonné
- 27 novembre 2019, le groupe El Corte Inglés vend sa division informatique IECISA comptant 2000 employés en Espagne mais aussi en Amérique centrale et du Sud à GFI pour plus de 300 millions d'euros[11].

### Le bâtiment madrilène

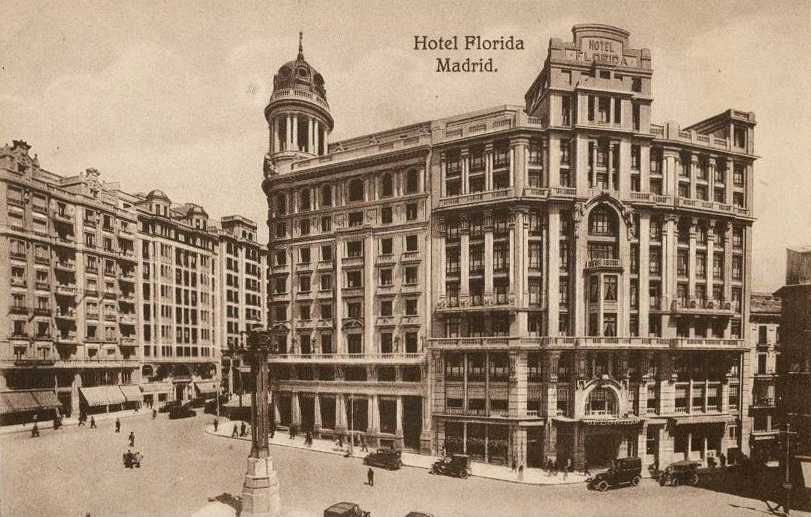
Hôtel Florida à Madrid, dans les années 1920

Le magasin de Madrid a été bâti sur le site de l'hôtel Florida.